# Norsk Wikipedia
Norsk Wikipedia (norsk: Wikipedia på norsk,  dansk: den norsksprogede Wikipedia) er den norsksprogede  version af det verdensomspændende encyklopædi-projekt Wikipedia. Den norsksprogede blev lanceret den 26. november 2001 og omfattede fra lanceringen norsk bokmål, nynorsk og riksmål. 31. juli 2004 blev der oprettet en selvstændig Wikipedia til Nynorsk Nynorsk Wikipedia, mens de to øvrige sprog fortsatte under Wikipedia på norsk. 
I november 2016 er den norsksprogede Wikipedia den 19. største udgave af Wikipedia, og den næststørste på de nordiske sprog.

## Statistik

### Antal artikler
- December 2004: 15.000 artikler
- Februar 2006: 50.000 artikler
- Februar 2007: 100.000 artikler
- Januar 2008: 150.000 artikler
- December 2008: 200.000 artikler
- Marts 2010: 250.000 artikler
- 6. maj 2011: 300.000 artikler
- 7. aug. 2012: 350.000 artikler
- 14. nov. 2013: 400.000 artikler
- 17. des. 2014: 402.000 artikler
- 5. nov. 2015: 423.000 artikler
- 17. sep. 2016: 447.000 artikler
- 18. okt. 2017: 476.000 artikler
- 2. jan. 2019: 500.000 artikler
- 17. okt. 2022: 600.000 artikler

### Antal sider totalt
- 9. mar. 2009: 500.000 sider
- 22. jan. 2011: 700.000 sider
- 15. nov. 2021: 1.617.620 sider

### Antal redigeringer
- 26. des. 2005: 500.000 redigeringer
- 5. jun. 2006: 1.000.000 redigeringer
- 25. mar. 2007: 2.000.000 redigeringer
- 23. nov. 2007: 3.000.000 redigeringer
- 5. jul. 2008: 4.000.000 redigeringer
- 23. jan. 2009: 5.000.000 redigeringer
- 13. sep. 2009: 6.000.000 redigeringer
- 19. apr. 2010: 7.000.000 redigeringer
- 3. des. 2010: 8.000.000 redigeringer
- 15. okt. 2011: 10.000.000 redigeringer
- 15. okt. 2021: 21.974.666 redigeringer

Pr. fredag den 28. marts 2025 har den norsksprogede (bokmål) Wikipedia 644.511 artikler, 3.252 aktive bidragydere og 38 administratorer.